# Церковь исцеления в Род-Айленде
Церковь исцеления в Род-Айленде (англ. Healing Church in Rhode Island) — религиозная секта в Род-Айленде, приверженцы которой верят, что каннабис (или марихуана) является «священной травой» и используют её в религиозных ритуалах. Лидеры группы привлекли внимание в 2015 году за попытку курить марихуану перед Национальным мемориалом Роджера Уильямса (мемориал Роджеру Уильямсу, пионеру религиозной свободы и один из самых маленьких национальных парков) в рамках религиозной службы. Один из прихожан церкви заявил, что во время службы на федеральной территории употреблялся бханг, чтобы не нарушать запрет на курение. В следующем году двое лидеров группировки были арестованы и обвинены в связи с выращиванием марихуаны. За несколько дней до ареста они подали иск в федеральный окружной суд, утверждая, что применение законов штата, запрещающих употребление марихуаны в религиозных целях, нарушает Конституцию США.